# PKHD1
PKHD1 (engl. Abk. für polycystic kidney and hepatic disease 1 = „polyzystische Nieren- und Lebererkrankung 1“) ist ein Gen, das sowohl beim Menschen als auch anderen Säugetier-Arten, im Genom enthalten ist. PKHD1 gehört zu den größten bisher bekannten menschlichen Genen.

## Funktion
Das PKHD1-Gen kodiert das Transmembranprotein Fibrocystin. Fibrocystin findet sich im Basalkörper der primären Zilien. In der apikalen Domäne polarisierter epithelialer Zellen spielt es offensichtlich in der Bildung der Nierenkanälchen und/oder der Aufrechterhaltung der Architektur des Lumens des Sammelrohrs in der Niere eine wichtige Rolle. Mutationen in PKHD1 können autosomal-rezessiv vererbt werden und dann zur autosomal-rezessiven Zystenniere (ARPKD) – häufig zusammen mit einer kongenitalen Leberfibrose – führen. Die ARPKD ist die schwerste Form von Zystennieren und tritt oft schon im Kleinkindalter auf.

## Genetik
Das PKHD1-Gen befindet sich beim Menschen auf Chromosom 6 Genlocus p21.2-p12. Es umfasst etwa 469 kb und enthält mindestens 86 Exonen, die ein Protein (Fibrocystin) mit 4074 Aminosäuren kodieren. Die Exonen werden durch alternatives Spleißen zu einer Vielzahl unterschiedlicher Proteine transkribiert. Der längste offene Leserahmen umfasst 12.222 Basenpaare mit 67 Exonen.

## Mutationen
Das PKHD1-Gen zeichnet sich durch eine sehr hohe Diversität aus, es gibt also sehr viele verschiedene Allele innerhalb der Population. Im Jahre 2005 waren bereits 263 verschiedene PKHD1-Mutationen identifiziert, die in 639 mutierten Allelen gefunden wurden. Die Mutationen finden sich im ganzen Gen, sie sind aber nicht gleichmäßig über das Gen verteilt.